# Heracleum mantegazzianum
Heracleum mantegazzianum là một loài thực vật có hoa trong họ Hoa tán. Loài này được Sommier & Levier mô tả khoa học đầu tiên năm 1895.
Thường mọc ở dọc bờ sông, ao hồ, trong rừng, dọc đường và trong vườn (do chim hoặc gió mang hạt tới). Chiều cao cây trưởng thành từ 2-5,5 m. Chúng có nguồn gốc tự nhiên từ khu vực Trung Á, nhưng nay đã phát tán ra nhiều nơi khắp châu Âu, Bắc Mỹ, châu Úc và rải rác nhiều nơi trên thế giới. Đây là loài cỏ dại có hại, nguy hiểm.
Thân thẳng, rỗng ở trong, lá hơi giống lá cây đu đủ. Nhưng phía ngoài thân và cành lá có rất nhiều gai nhỏ như sợi tóc, nhọn, dài từ 2–7 cm. Vỏ cây màu xanh nhưng đặc biệt có nhiều đốm màu hơi đỏ tía, loang lổ. Hoa nhỏ màu trắng, kết thành chùm, bán kính chùm hoa có thể tới 30 cm.
Loài này có độc tính cao, đặc biệt khi kết hợp với ánh sáng mặt trời và có thể gây ra ở người và thú sự phát ban đau đớn và phồng rộp như "hiện tượng đốt", và chậm lành.
Lưu ý an toàn: Nếu người hoặc súc vật chạm vào thì sẽ gây sưng, nóng, đỏ, đau rát, sau đó phồng rộp lên, chảy nước, ngang với bị bỏng độ 1-2. Bị nặng có thể gây sốt, vã mồ hôi, tim đập nhanh, thở gấp (đặc biệt nếu bị ở mắt có thể gây mù)... Trong trường hợp này nên đưa ngay bệnh nhân tới bác sĩ hoặc bệnh viện để được chữa trị sớm. Nếu phát hiện cây này cần cảnh báo và cẩn thận khi diệt trừ (tránh tiếp xúc trực tiếp, mọi thành phần của cây từ rễ, thân, lá, hoa quả... đều chứa độc tính).

## Hình ảnh

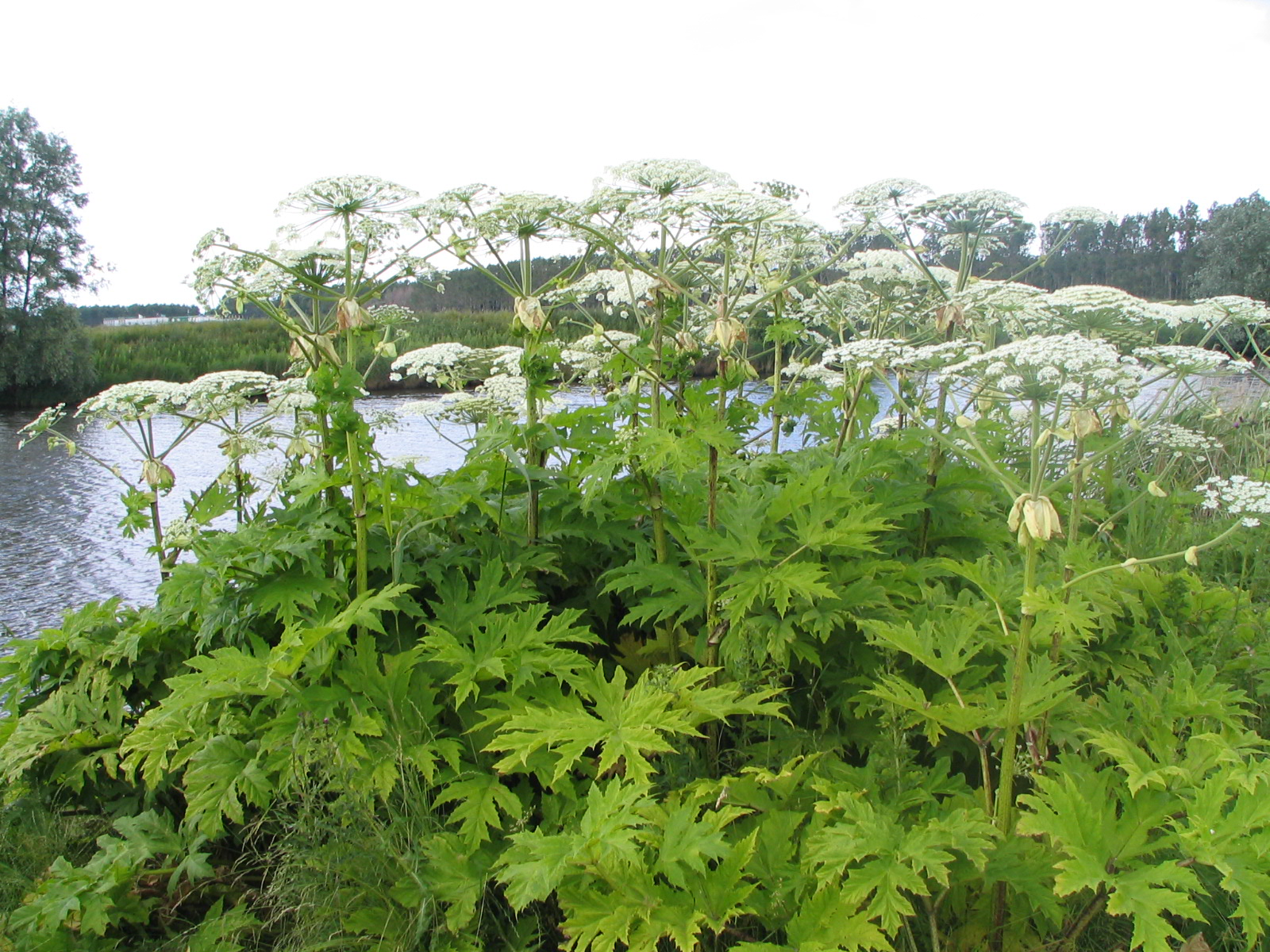
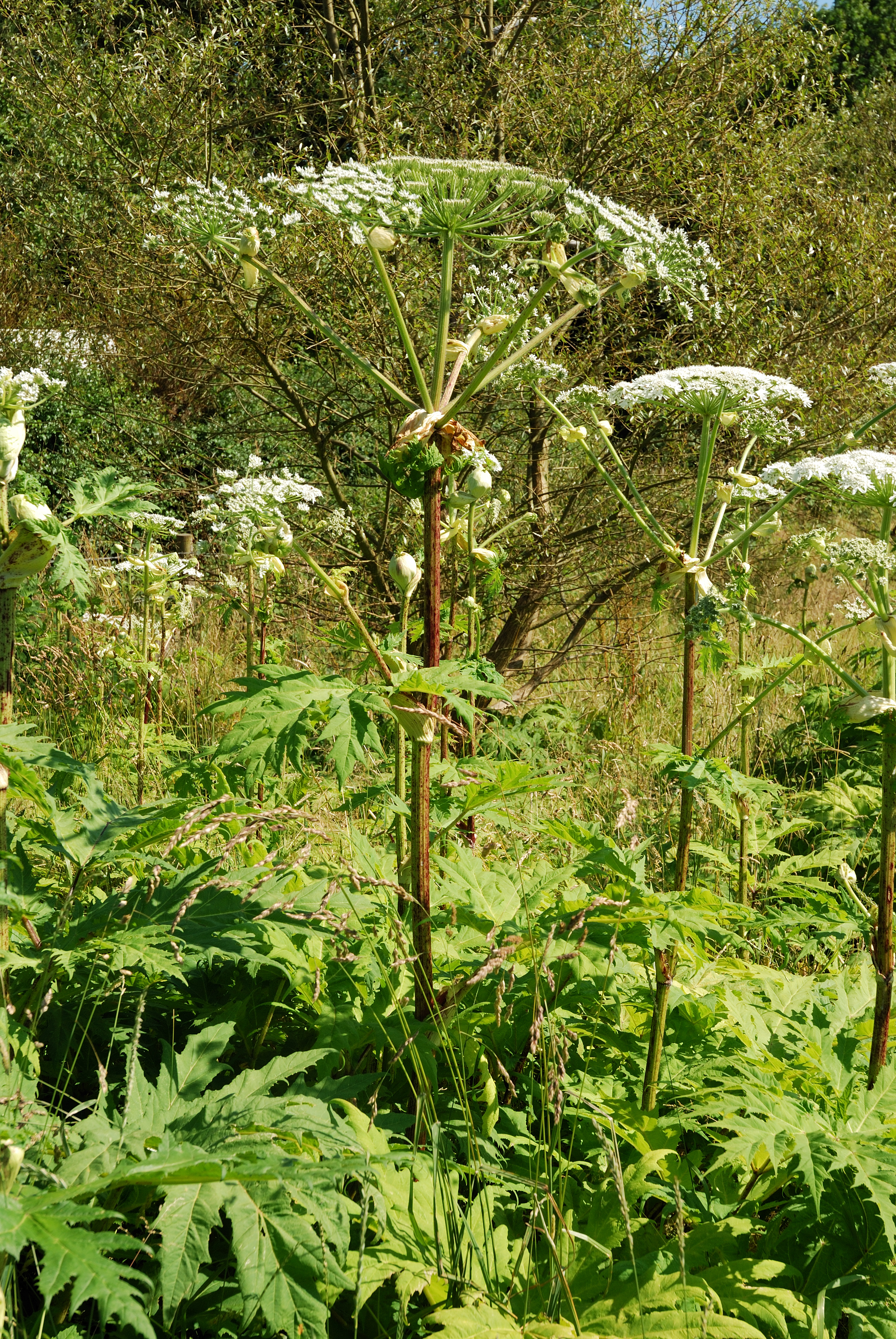
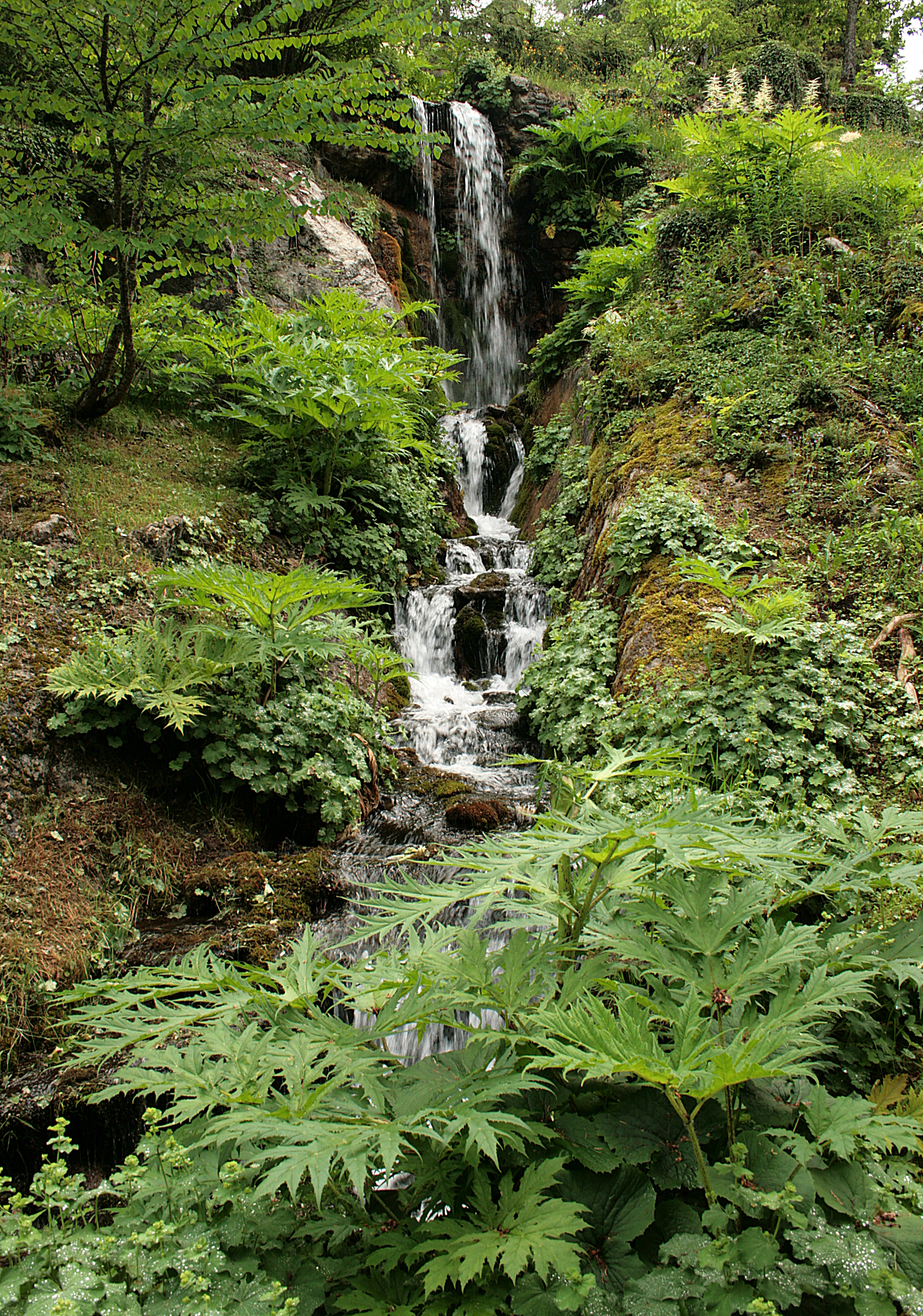
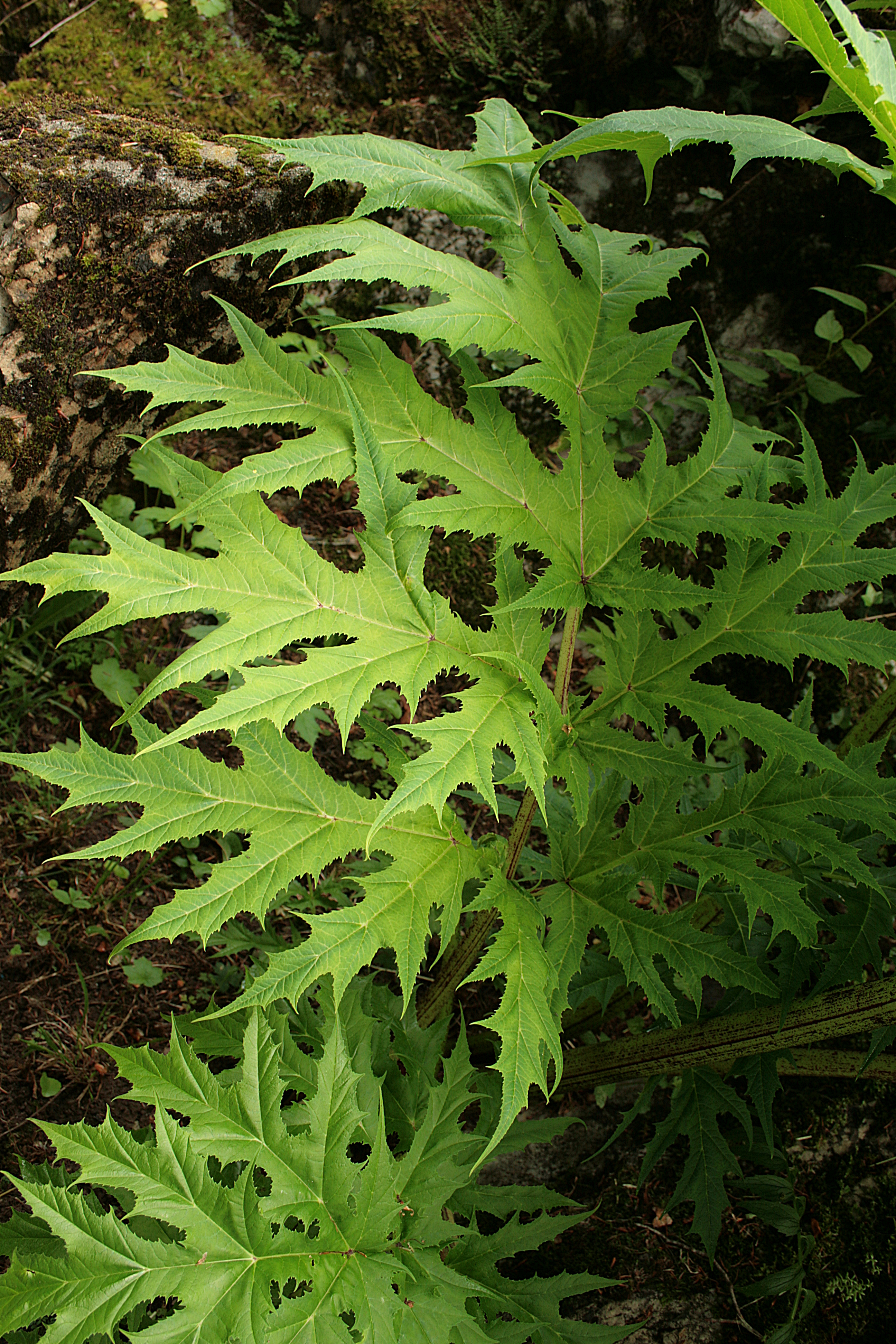